# Kobo
Kobo eReader é uma linha de leitor de livros digitais desenvolvido pela empresa canadense Kobo Inc. (atualmente subsidiária da Rakuten), que permite aos usuários comprar, baixar, pesquisar e, principalmente, ler livros digitais, jornais, revistas e outras mídias digitais via rede sem fio. O nome é um anagrama da palavra "book" (livro em inglês).
A versão original, chamada apenas de Kobo eReader e lançada em maio de 2010, foi comercializada como uma alternativa minimalista para os mais caros leitores de livros eletrônicos disponíveis no momento.
Como muitos dos leitores de livros digitais, normalmente os produtos da linha Kobo usam uma tela de tinta eletrônica (e-ink), tecnologia que também é conhecida como papel eletrônico (e-paper). Porém, entre 2011 e 2013, a Kobo Inc. também comercializou a linha Kobo Arc, esta baseada em tela LCD.  

## Modelos atualmente comercializados

### Kobo Libra Colour (N428)
Lançado em abril de 2024, faz parte da primeira linha de leitores digitais coloridos lançados pela Kobo. Possui uma tela E Ink Kaleido™ 3 sensível ao toque de 7" com resolução dinâmica, sendo 1680 x 1264 pixels para o modo preto e branco (300 ppi) e 840 x 632 pixels para o modo colorido (150 ppi), tenologia ComfortLight PRO, FastGLR e modo noturno. É compatível com a Kobo Stylus 2, porém a mesma não acompanha o pacote. O processamento principal é feito por uma CPU MediaTek MTK8113T (dois núceos ARM A53 @ 2 GHz). Possui 32 GB de armazenamento interno e 1 GB de memória RAM. É a prova de água, com certificação IPX8. Apresenta conectividade com Wi-Fi 5, Bluetooth (permite sincronizar com fones de ouvido e/ou caixas de som para audição de audiobooks) e USB-C. Sua carcaça é feita de plástico reciclado. 

### Kobo Clara Colour (N367)
Lançado em abril de 2024, faz parte da primeira linha de leitores digitais coloridos lançados pela Kobo. Possui uma tela E Ink Kaleido™ 3 sensível ao toque de 6" com resolução dinâmica, sendo 1448 x 1072 pixels para o modo preto e branco (300 ppi) e 724 x 536 pixels para o modo colorido (150 ppi), tenologia ComfortLight PRO, FastGLR e modo noturno. O processamento principal é feito por uma CPU MediaTek MTK8113T (dois núceos ARM A53 @ 2 GHz). Possui 16 GB de armazenamento interno e 512 MB de memória RAM. É a prova de água, com certificação IPX8. Apresenta conectividade com Wi-Fi 5, Bluetooth (permite sincronizar com fones de ouvido e/ou caixas de som para audição de audiobooks) e USB-C. Sua carcaça é feita de plástico reciclado. 

### Kobo Clara BW (N365)
Lançado em abril de 2024. Possui uma tela E Ink Carta™ 1300 HD sensível ao toque de 6" com resolução de 1448 x 1072, conferindo uma densidade de 227 ppi, tecnologia ComfortLight Pro e modo noturno. O processamento principal é feito por uma CPU MediaTek MT8113L (1 núcleo ARM A53 @ 1 GHz). Possui 16 GB de armazenamento interno e 512 MB de memória RAM. É a prova de água, com certificação IPX8. Apresenta conectividade com Wi-Fi 5, Bluetooth (permite sincronizar com fones de ouvido e/ou caixas de som para audição de audiobooks) e USB-C. Sua carcaça é feita de plástico reciclado. 

### Kobo Elipsa 2E (N605)
Lançado em abril de 2023, tem como característica ir além de um leitor de livros digital, sendo também um bloco de anotações. Possui uma tela E Ink Carta™ 1200 sensível ao toque de 10,3" com 1404 x 1872 pixels de resolução, conferindo uma densidade de 227 ppi, tecnologia ComfortLight PRO e modo noturno. O processamento principal é feito por uma CPU MediaTek MT8113 (dois núcleos @ 2 GHz). Possui 32 GB de armazenamento interno. Acompanha uma caneta stylus atualizada que permite fazer anotações em eBooks, PDFs e em documentos de notas. Apresenta conectividade com Wi-Fi 5, Bluetooth (permite sincronizar com fones de ouvido e/ou caixas de som para audição de audiobooks) e USB-C. 

### Kobo Sage (N778)
Lançado em outubro de 2021. Possui uma tela E Ink Carta™ 1200 sensível ao toque de 8", com resolução de 1920x1440, conferindo uma densidade de 300 ppi, tecnologia ComfortLight PRO e modo noturno. O processamento principal é feito por uma CPU Allwinner B300 (quatro núcleos @ 1.8 GHz). Possui 32 GB de armazenamento. É a prova de água (certificação IPX8). Compatível com a caneta stylus, permite fazer anotações em eBooks, PDFs e em documentos de notas. Apresenta conectividade com Wi-Fi 5, Bluetooth (permite sincronizar com fones de ouvido e/ou caixas de som para audição de audiobooks) e USB-C. 

## Modelos descontinuados
A lista abaixo mostra os aparelhos que não são mais fabricados pela companhia. Com exceção dos modelos Kobo eReader, Kobo WiFi e Kobo Mini, todos os outros ainda hoje continuam recebendo atualização de software. 

### Kobo eReader
Lançado em maio de 2010. Possui um tela de 6" com resolução de 800x600. A navegação é feita através de um direcional digital. Conta com 1 GB de memória interna e permite expensão para mais 4 GB usando um cartão tipo microSD. Possui conexão Bluetooth.

### Kobo WiFi (N289)
Lançado em outubro de 2010. Possui uma tela de 6" com resolução de 800x600. A navegação é feita através de um direcional digital. Conta com 1 GB de memória interna e permite expensão para mais 32 GB usando um cartão tipo microSD. Foi o primeiro a possuir conexão Wi-Fi.

### Kobo Touch (N905)
Lançado em maio de 2011. Foi o primeiro a possuir uma interface touch screen com uso de infravermelho. Outras melhorias incluíram uma tela E Ink Pearl com resolução de 800x600, um processador mais rápido, deslizamento de tela suave, funcionalidades Wi-Fi, maior espaço de armazenamento interno (2GB expansível com mais 32 GB através de um cartão microSD) além de tamanho e peso reduzidos. 

### Kobo Mini (N705)
Lançado em setembro de 2012. Na sua época foi o menor e mais leve dispositivo da Kobo. Possui uma tela E Ink Pearl sensível ao toque (infravermelho) de 5" com resolução de 800x600. Conta com 2 GB de memória interna expansível com mais 32 GB através de um cartão microSD. A conexão é feita através de Wi-Fi e micro-USB.

### Kobo Glo (N613)
Lançado em setembro de 2012. Foi o primeiro Kobo a possuir iluminação da tela, permitindo a leitura no escuro ou com pouca luz. A tela E Ink Pearl de 6" sensível ao toque (infravermelho) é de 1024×768 pixels de resolução, com 213 PPI. Como armazenamento interno, possui 2 GB e suporta microSD de até 32 GB. 

### Kobo Aura HD (N204B)
Lançado em abril de 2013. Possui uma tela E Ink Pearl iluminada de 6,8" sensível ao toque (infravermelho) com resolução de 1440 x 1080 e densidade de 265 PPI. Conta com 4 GB de memória interna, sendo expansível com mais 32 GB através de um cartão microSD. Possui conexão Wi-Fi e micro-USB. 

### Kobo Aura (N514)
Lançado em agosto de 2013. Possui uma tela E Ink Pearl iluminada de 6" sensível ao toque (capacitiva) com resolução de 1024 x 768 e densidade de 212 PPI. Conta com 4 GB de memória interna, sendo expansível com mais 32 GB através de um cartão microSD. Possui conexão Wi-Fi e micro-USB. 

### Kobo Aura H2O (N250)
Lançado em outubro de 2014. Houve várias melhorias em relação aos outros Auras, como a nova tela E Ink Carta iluminada de 6,8" sensível ao toque (infravermelho) com resolução de 1440 x 1080 (densidade de 265 PPI) e um design a prova de água (IPX8). Conta com 4 GB de memória interna, sendo expansível com mais 32 GB através de um cartão microSD. Possui conexão Wi-Fi e micro-USB. 

### Kobo Glo HD (N437)
Lançado em maio de 2015. Possui uma tela E Ink Carta iluminada de 6" sensível ao toque (infravermelho) com resolução de 1448 x 1072 e densidade de 300 PPI. O sistema de iluminação da tela foi aperfeiçoado, sendo chamado de ComfortLight. Conta com 4 GB de memória interna, sem possibilidade de expansão. Possui conexão Wi-Fi e micro-USB. 

### Kobo Touch 2.0 (N587)
Lançado em setembro de 2015. Possui uma tela E Ink Pearl iluminada de 6" sensível ao toque (infravermelho) com resolução de 800 x 600 e densidade de 167 PPI. Conta com 4 GB de memória interna, sem possibilidade de expansão. Possui conexão Wi-Fi e micro-USB. 

### Kobo Aura Edition 2 (N236)
Lançado em setembro de 2016. Possui uma tela E Ink Carta iluminada de 6" sensível ao toque (infravermelho) com resolução de 1024 x 768 e densidade de 212 PPI. Conta com 4 GB de memória interna, sem possibilidade de expansão. Possui conexão Wi-Fi e micro-USB. 

### Kobo Aura One (N709)
Lançado em setembro de 2016. Possui uma grande tela E Ink Carta iluminada de 7,8" sensível ao toque (capacitiva) com resolução de 1872 x 1404 e densidade de 300 PPI. O sistema de iluminação foi aprimorado novamente, sendo chamado de ConfortLight PRO (permite diferentes temperaturas de cor). Conta com 8 GB de memória interna, sem possibilidade de expansão. Possui conexão Wi-Fi e micro-USB. 

### Kobo Aura H2O Edition 2 (N867)
Lançado em maio de 2017. Possui uma tela E Ink Carta iluminada de 6,8" sensível ao toque (capacitiva) com resolução de 1440 x 1080 e densidade de 265 PPI. O sistema de iluminação presente também é o recém lançado ConfortLight PRO. Possui design a prova de água (IPX8). Conta com 8 GB de memória interna, sem possibilidade de expansão. Possui conexão Wi-Fi e micro-USB.

### Kobo Clara HD (N249)
Lançado em junho de 2018. Possui uma tela E Ink Carta iluminada de 6" sensível ao toque (capacitiva) com resolução de 1448 x 1072 e densidade de 300 PPI. O sistema de iluminação é o ConfortLight PRO. Conta com 8 GB de memória interna, sem possibilidade de expansão. Possui conexão Wi-Fi e micro-USB.

### Kobo Forma (N782)
Lançado em outubro de 2018. Possui uma tela E Ink Mobius Carta iluminada (ComfortLight PRO) de 8" sensível ao toque (capacitiva) com resolução de 1920 x 1440 e densidade de 300 PPI. Possui versões com 8 GB ou 32 GB de memória interna, sem possibilidade de expansão. Conta design a prova de água (IPX8). Possui conexão Wi-Fi e micro-USB.

### Kobo Libra H2O (N873)
Lançado em setembro de 2019. Possui uma tela E Ink Carta™ iluminada (ComfortLight PRO) de 7" sensível ao toque (capacitiva) com resolução de 1680 x 1264 e densidade de 300 PPI. Conta com 8 GB de memória interna, sem possibilidade de expansão. A carcaça é a prova de água (IPX8). Possui conexão Wi-Fi e micro-USB.

### Kobo Nia (N306)
Lançado em julho de 2020, é o modelo de entrada atualmente em produção. Possui uma tela E Ink Carta™ sensível ao toque de 6", com resolução de 1024 x 758 pixels, conferindo uma densidade de 212 ppi e tecnologia ComfortLight. O processamento é feito por uma CPU Freescale i.MX 6 ULL (um núcleo @ 900 MHz). Possui 8 GB de armazenamento interno. Apresenta apenas conectividade Wi-Fi 4 e Micro USB. 

### Kobo Elipsa (N604)
Lançado em junho de 2021. Possui uma tela E Ink Carta™ 1200 iluminada (ComfortLight) de 10,3" sensível ao toque (capacitiva) com resolução de 1404 x 1872, densidade de 227 PPI e modo noturno. Conta com 32 GB de memória interna, sem possibilidade de expansão. Possui conexão Wi-Fi 5, Bluetooth e USB-C. 

### Kobo Libra 2 (N418)
Lançado em outubro de 2021, é o modelo de média/alta categoria atualmente em produção. Possui uma tela E Ink Carta™ 1200 sensível ao toque de 7", com resolução de 1680x1264, conferindo uma densidade de 300 ppi, tecnologia ComfortLight PRO e modo noturno. O processamento é feito por uma CPU Freescale i.MX6 SLL (um núcleo @ 1 GHz). Possui 32 GB de armazenamento interno. É a prova de água (certificação IPX8). Apresenta conectividade com Wi-Fi 4, Bluetooth (permite sincronizar com fones de ouvido e/ou caixas de som para audição de audiobooks) e USB-C. 

### Kobo Clara 2E (N506)
Lançado em setembro de 2022, é o modelo de média/baixa categoria atualmente em produção. Possui uma tela E Ink Carta™ 1200 sensível ao toque de 6", com resolução 1448x1072, conferindo uma densidade de 300 ppi, tecnologia ComfortLight PRO e modo noturno. O processamento é feito por uma CPU Freescale Solo Lite (um núcleo @ 1 GHz). Possui 16 GB de armazenamento interno. É a prova de água (certificação IPX8). Apresenta conectividade com Wi-Fi 5, Bluetooth (permite sincronizar com fones de ouvido e/ou caixas de som para audição de audiobooks) e USB-C. Sua carcaça é feita de plástico reciclado. 